# ソニー・ウェスト

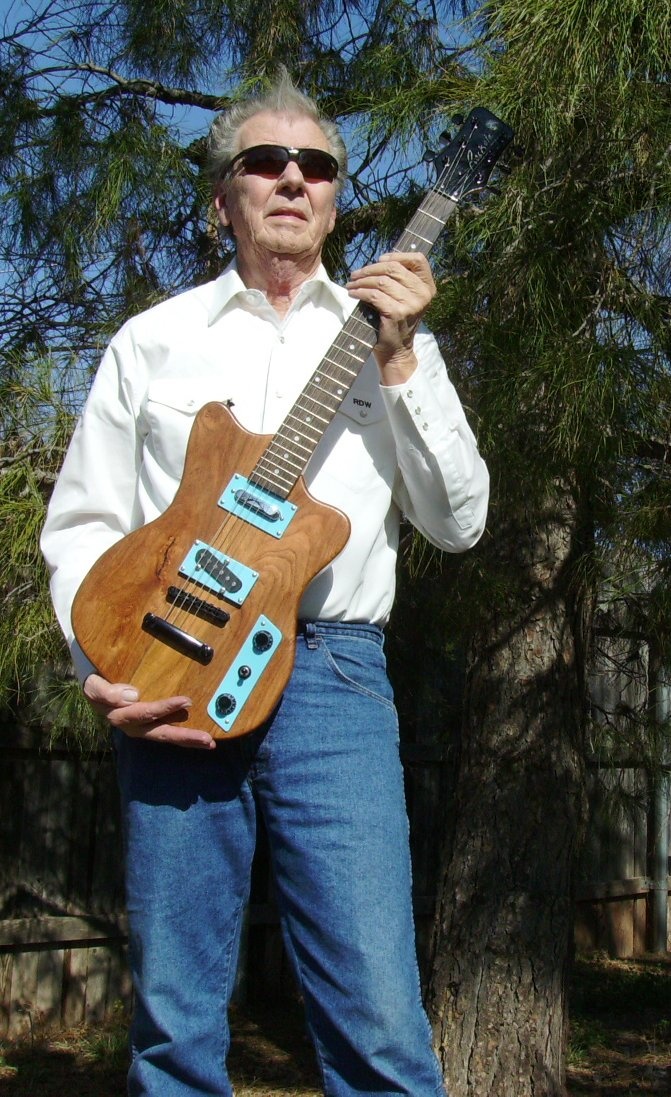
ソニー・ウェスト

ジョー・"ソニー"・ウェスト（Joe "Sonny" West、1937年7月30日 - 2022年9月8日）は、アメリカ合衆国のロカビリー歌手。テキサス州ラボック近郊に生まれた。いわゆる「ウェスト・テキサス・サウンド (West Texas Sounds)」の発展に大きく貢献した。
エルヴィス・プレスリーのボディガードないし取り巻きのひとりで、後に暴露本を出版した「ソニー・ウェスト」とは別人。

## 生い立ち
ソニー・ウェストは、ウェスト家の5人兄弟の末子として生まれ、生まれてすぐに一家はニューメキシコ州エル・モロ (El Morro) へ移り住んだ。6歳のとき、父親がもっていたジミー・ロジャースやハンク・ウィリアムズ、そしてブルースの古いレコードを聴いて、影響を受けるようになった。少年期から、マンドリンの演奏を学び、やがてギターの演奏も習得した。17歳で学校を辞めたウェストは、食料品店で働き始め、また地元のミュージシャンとしても金を稼ぐようになっていった。

## キャリア
ミュージシャンとして1年ほど活動し、ウェストは自分のバンドをもつようになった。1956年には、ニューメキシコ州クローヴィスのノーマン・ペティ (Norman Petty) のスタジオ（Norman Petty Studios）とレコード契約を結んだ。ウェストはここで最初のレコードを吹き込み、A面には「Rock-Ola Ruby」、B面には「Sweet Rockin' Baby」が収められた。1957年には、「オー・ボーイ (Oh Boy)」と「レイヴ・オン (Rave On !)」を書き、この2曲はバディ・ホリーのバージョンでヒット曲となった。ウェストは1958年まで、ロカビリーの曲をさらに数曲、レコードに吹き込んだ。その後も、今日に至るまで、ソニー・ウェストは、スリーピー・ラビーフ (Sleepy LaBeef) やシド・キング (Sid King) とともに、様々なロカビリー関係のイベントに出演している。ウェストは、ロカビリー音楽への貢献によって、ロカビリーの殿堂 (Rockabilly Hall of Fame) や、ウェスト・テキサス・ミュージシャンの殿堂 (West Texas Musicians Hall of Fame) への殿堂入りを果たしている。

## ディスコグラフィ
| 年   | タイトル                                | レーベル                    |
| ---- | --------------------------------------- | --------------------------- |
| 1956 | Rock-Ola Ruby / Sweet Rockin' Baby      | Nor-Va-Jak Records          |
| 1958 | レイヴ・オン (Rave On!) / Call on Cupid | アトランティック (Atlantic) |